# Ted-Jan Bloemen
Ted-Jan Bloemen (Leiderdorp, 16 augustus 1986) is een Nederlands-Canadees langebaanschaatser. Hij is voormalig wereldrecordhouder op de 5000 meter (sinds 10 december 2017). Hij won op 15 februari 2018 olympisch goud op de 10.000 meter.
Bloemen komt sinds 1 augustus 2014 uit voor Canada. Met het Canadese landenteam behaalde hij in 2015 bij de wereldkampioenschappen afstanden een zilveren plak op het onderdeel ploegenachtervolging.

## Biografie
Bloemen startte zijn schaatscarrière bij Schaatsclub Gouda, waar ook schaatsers als Ingrid Paul, Andrea Nuyt en Tim Salomons hebben geschaatst. Bloemen debuteerde tijdens het WK voor Junioren in 2006 in Erfurt, waar hij als vijfde eindigde.

### 2007-2014
Tijdens het NK Afstanden 2008 werd Bloemen vijfde op de tien kilometer, waarmee hij zich voor deze afstand plaatste voor de wereldbekerwedstrijd. Op het NK Allround in Groningen eindigde hij als vierde, waarmee hij zich verzekerde van deelname aan het EK Allround in Kolomna.
Bloemen schaatste tot seizoen 2007/2008 bij de DSB-schaatsploeg. In seizoen 2008/2009 schaatste Bloemen bij Gewest Noord-Holland/Utrecht onder leiding van Peter Bos. Vanaf seizoen 2009/2010 schaatste Bloemen voor APPM.
Op 17 januari 2010 won Bloemen de Gruno Bokaal. Tijdens het NK Allround 2010 wist Bloemen zich met de tweede plaats, achter Wouter olde Heuvel, te plaatsen voor het WK Allround 2010. Hij reed met 36,87 een persoonlijk record op de 500 meter.
Tijdens het NK afstanden 2011 reed Bloemen drie afstanden, op de 10 kilometer wist hij zich met een vijfde plaats te verzekeren van een wereldbekerticket.
Bij het ingaan van seizoen 2011/2012 ging Bloemen naar het gewest Friesland en was hij geen professioneel schaatser meer. Zijn trainer bij het gewest, Siep Hoekstra, is de vader van Bloemens toenmalige vriendin en haalde hem bij de selectie toen zijn contract bij APPM niet werd verlengd. Bloemen won de 42e IJsselcup op de ijsbaan De Scheg door vierde te worden op de 500m en de mijl te winnen. Zijn tijd van 6.24 op het NK Afstanden was niet genoeg voor plaatsing voor de world cups op de 5000 meter, maar gaf aan dat de trainingsaanpak goed zat. Op 28 december wist hij zich te plaatsen voor de Europese kampioenschappen schaatsen 2012 op de ijsbaan Városligeti Müjégpálya van Boedapest, ondanks dat TVM'er Olde Heuvel tijdens de rit op de vijf kilometer hem had gehinderd bij het uitkomen van de bocht. Een goede eindklassering bleef uit toen Bloemen op de 1500 meter een hongerklop kreeg. Met de negende plaats had hij zich niet direct weten te plaatsen voor het WK Allround, waardoor hij via het NK Allround 2012 een van de twee overgebleven tickets moest zien te verwerven. Dat lukte, want hij werd nationaal kampioen. Voor het eerst werd iemand die geen lid was van een commerciële schaatsploeg, allroundkampioen. Een week later pakte hij de winst in Hamar op de 5000 meter in de B-groep in 6.21,91, waarmee hij promoveerde naar de A-groep voor de een-na-laatste WB in Thialf. In 2012/2013 trainde hij mee met het BAM-team van Jillert Anema. Daar wist hij meteen bij de eerste marathonwedstrijd te winnen in de Eerste Divisie.
Nadat hij zich in het seizoen 2013/2014 - Bloemen kwam uit voor Project 2018 - nergens internationaal voor wist te plaatsen besloot Bloemen het roer om te gooien en in 2014 verhuisde hij naar Canada.

### Canada
Op 3 juni 2014 emigreerde Bloemen naar Canada, waar hij zich aansloot bij de nationale schaatsbond onder leiding van Bart Schouten. Zijn vader is geboren in Bathurst, New Brunswick, Canada, en keerde op zevenjarige leeftijd in 1964 met zijn ouders terug naar Nederland, waardoor Bloemen zowel de Canadese als de Nederlandse nationaliteit heeft. Bloemen debuteerde op zaterdag 22 november in Seoul op de 10.000 meter.

#### 2015-2017

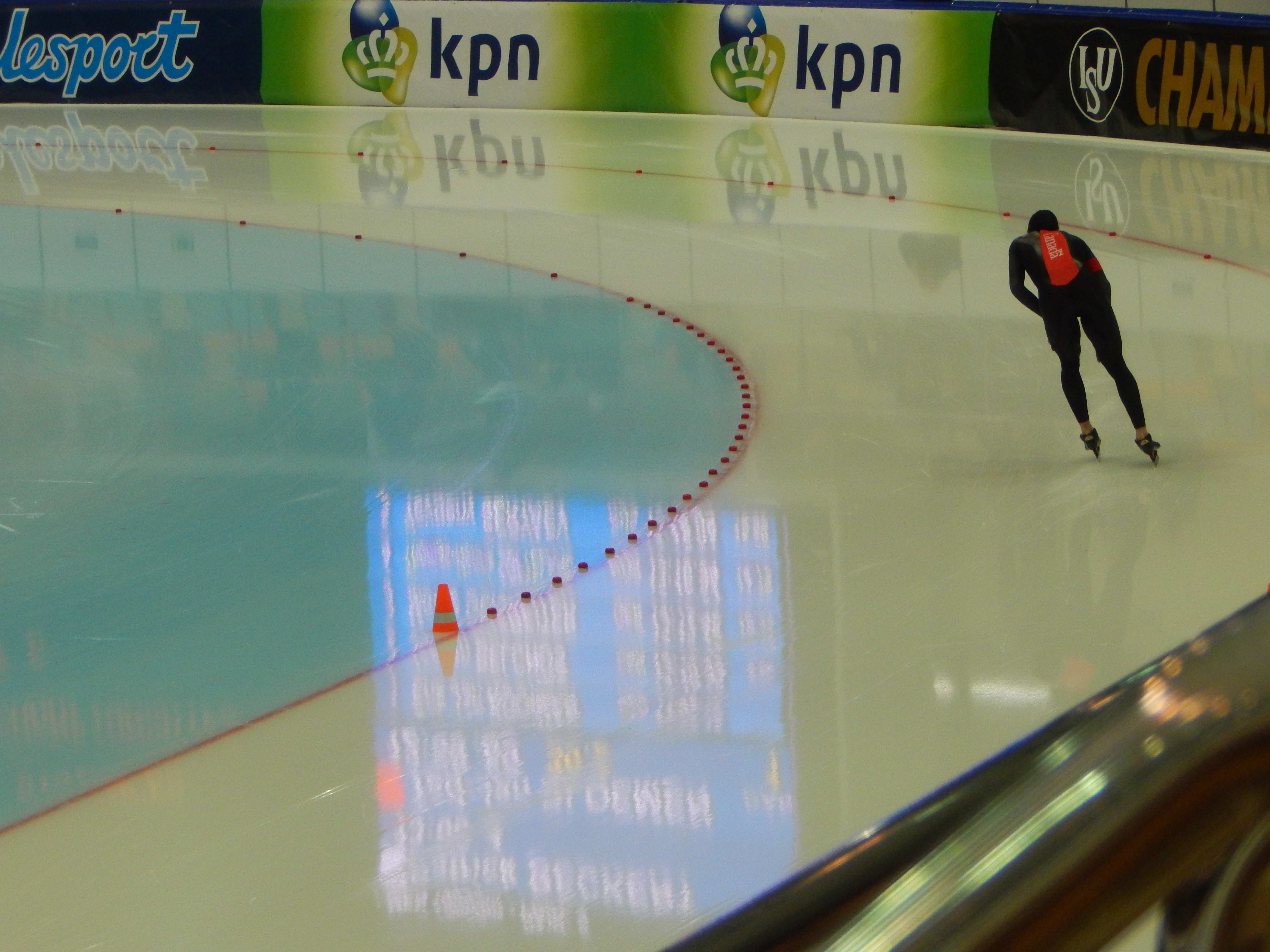
10.000 m in Kolomna (2016)

Tijdens de WK Afstanden in februari 2015 werd hij zesde op de 5.000 en 10.000 meter en behaalde hij met team Canada de zilveren medaille op de ploegenachtervolging. Op 23 oktober 2015 reed Bloemen tijdens de Canadese kwalificatiewedstrijden voor de wereldbekerwedstrijden in Calgary de 17e tijd ooit op de 10.000 meter: 12.52,68. Enkel de Nederlanders Sven Kramer, Jorrit Bergsma en Bob de Jong waren (diverse keren) ooit sneller. Dit was tevens een nieuw nationaal record. Inmiddels staan ook de nationale records op de 3000 en 5000 meter op zijn naam. Op 13 november 2015 reed Bloemen tijdens de wereldbekerwedstrijden in Calgary de 5000 meter in 6.12,72. Met de derde plaats behaalde hij voor Canada de tweede medaille op deze afstand, na Steven Elm op 22 maart 1998 in Milwaukee. Daarnaast verbeterde hij een week later op 21 november 2015 in Salt Lake City het wereldrecord op de 10 kilometer tot 12.36,30 en verbrak daarmee zijn persoonlijk beste tijd met 16,38 seconden. Het vorige wereldrecord stond met 12.41,69 sinds maart 2007 nog op naam van Sven Kramer. Voor deze prestatie kreeg Bloemen de Oscar Mathisen-trofee, als vijfde Canadees ooit. De keuze van Bloemen voor stabiliteit en zich daarom aan te sluiten bij het Canadese team heeft volgens Schouten alles te maken met deze vorm. Op 4 december 2015 sneed ploeggenoot Stefan Waples met zijn schaats door het aanraken van een blokje Bloemen tijdens het inrijden voor de ploegachtervolging in zijn kuit met een diepe vleeswond als gevolg, waardoor men vreesde voor de rest van het seizoen.

#### 2017-heden
Op 28 januari 2017 won Bloemen de wereldbekerwedstrijd 5000 meter in Berlijn en hield Peter Michael en Bergsma achter zich die elkaar troffen in de slotrit. Zijn 6.15,84 was de op negen na beste tijd op de 5 km die ooit in Berlijn is gerealiseerd. Op 22 september 2017 reed Bloemen een nationaal record op de 5000 meter in Calgary. Een maand later reed Bloemen bij de Canadese kwalificatiewedstrijden in Calgary op de 10.000 meter een baanrecord van 12.46,83, bijna vijf seconden sneller dan Kramer in 2006. Op 10 december 2017 tijdens de Worldcup in Salt Lake City reed Bloemen een wereldrecord op de 5.000 meter: 6.01,86; een verbetering van 1,46 seconden van het 10 jaar oude record van Sven Kramer.
Op 11 februari 2018 veroverde Bloemen tijdens de Olympische Winterspelen in de Gangneung Oval het olympisch zilver op de 5000 meter in 6.11,61. Hij werd tweede achter Sven Kramer en was - in een rechtstreeks duel - slechts twee duizendste seconde sneller dan de Noor Sverre Lunde Pedersen. Op 15 februari veroverde Bloemen tijdens de Olympische Winterspelen in de Gangneung Oval het olympisch goud op de 10.000 meter in 12.39,77.
In het seizoen 2019-2020 veroverde Bloemen 2 medailles tijdens de WK Afstanden in Salt Lake City. Op 13 februari 2020 won hij de 5.000 meter in 6.04.37. Een dag later werd hij achter landgenoot Graeme Fish tweede op de 10.000 meter in 12.45.01.
Op 17 december 2022 won hij in de B-groep de 10 kilometer in een nieuw persoonlijk, baan- en nationaal record: 12.33,75. Deze tijd was de snelste van de dag; 12 seconden dan de winnaar in de A-groep: Davide Ghiotto. Tot 9200 meter reed Bloemen op het schema onder het wereldrecord van Nils van der Poel.

## Persoonlijk
Bloemen is in 2015 getrouwd met Marlinde Kraaijeveld, ze kregen in 2019 een dochter.

## Records

### Persoonlijke records
| Afstand      | Tijd      | Datum            | Baan           |
| ------------ | --------- | ---------------- | -------------- |
| 500 meter    | 36,87     | 19 maart 2010    | Heerenveen     |
| 1000 meter   | 1.10,86   | 21 maart 2010    | Heerenveen     |
| 1500 meter   | 1.44,91   | 15 november 2015 | Calgary        |
| 3000 meter   | 0 3.37,04 | 30 december 2017 | Calgary        |
| 5000 meter   | 0 6.01,86 | 10 december 2017 | Salt Lake City |
| 10.000 meter | 12.33,75  | 17 december 2022 | Calgary        |

### Baanrecords
| Baan    | Afstand  | Tijd     | Datum            |
| ------- | -------- | -------- | ---------------- |
| Calgary | 10.000 m | 12.33,75 | 17 december 2022 |
| Quebec  | 10.000 m | 12.51,77 | 14 oktober 2022  |
| Quebec  | 5.000 m  | 6.13,87  | 2 februari 2024  |

### Wereldrecords
| Nr.  | Afstand                  | Tijd      | Datum            | Baan           |
| ---- | ------------------------ | --------- | ---------------- | -------------- |
| jr1. | Achtervolging (junioren) | *3.57,30  | 4 december 2005  | Collalbo       |
| jr2. | Achtervolging (junioren) | **3.56,27 | 12 maart 2006    | Erfurt         |
| 1.   | 10.000 meter             | 12.36,30  | 21 november 2015 | Salt Lake City |
| 2.   | 5.000 meter              | 6.01,86   | 10 december 2017 | Salt Lake City |

|  | = huidig wereldrecord |

* samen met Ralph de Haan en Wouter Olde Heuvel
** samen met Boris Kusmirak en Wouter Olde Heuvel

## Resultaten
| Jaar | NK Afstanden                  | NK Allround             | EK Allround             | WK Allround             | WK Afstanden                          | Olympische Spelen                     | Wereldbeker                 | WK Junioren                        |
| ---- | ----------------------------- | ----------------------- | ----------------------- | ----------------------- | ------------------------------------- | ------------------------------------- | --------------------------- | ---------------------------------- |
| 2006 | 24e 1500m 15e 5000m           | NC20 (13e, 13e, 23e, -) |                         |                         |                                       |                                       |                             | 5e · (22e, , 9e, ) · achtervolging |
| 2007 | 14e 5000m                     | NC21 (20e, 15e, 25e, -) |                         |                         |                                       |                                       |                             |                                    |
| 2008 | 9e 5000m 5e 10.000m           | 4e · (8e, 5e, 15e, )    | 8e (14e, 9e, 15e, 7e)   |                         |                                       |                                       | 38e 5/10 km · achtervolging |                                    |
| 2009 | 5e 5000m 4e 10.000m           | DNS3 (22e, 16e, DNS, -) |                         |                         |                                       |                                       | 6e 5/10 km                  |                                    |
| 2010 | 9e 5000m                      | · (8e, , 6e, )          |                         | 4e · (13e, , 7e, )      |                                       |                                       |                             |                                    |
| 2011 | 11e 1500m 9e 5000m 5e 10.000m | 5e (13e, 5e, 11e, 6e)   |                         |                         |                                       |                                       | 35e 5/10 km                 |                                    |
| 2012 | 7e 5000m 11e 10.000m          | · (8e, , 4e, )          | 9e (14e, 4e, 23e, 6e)   | NC14 (15e, 14e, 14e, -) |                                       |                                       | 28e 5k/10k                  |                                    |
| 2013 | 5e 5000m 4e 10.000m           | 4e (16e, 4e, 8e, 4e)    | NC15 (20e, 11e, 18e, -) |                         |                                       |                                       | 8e 5k/10k                   |                                    |
| 2014 | 12e 5000m 10e 10.000m         | NC12 (13e, 9e, 13e, -)  |                         |                         |                                       |                                       |                             |                                    |
| 2015 |                               |                         |                         | NC16 (22e, 8e, 17e, -)  | 6e 5000m · 6e 10.000m · achtervolging |                                       | 36e 1500m 16e 5k/10k        |                                    |
| 2016 |                               |                         |                         | 5e (21e, 4e, 13e, 5e)   | 5e 5000m · 10.000m · achtervolging    |                                       | 28e 1500m 4e 5k/10k         |                                    |
| 2017 |                               |                         |                         |                         | 5e 5000m 4e 10.000m 4e achtervolging  |                                       | 27e 1500m · 5k/10k          |                                    |
| 2018 |                               |                         |                         | NC16 (19e, 15e, 6e, -)  |                                       | 5000m · 10.000m · 7e achtervolging    | 43e 1500m · 5k/10k          |                                    |
| 2019 |                               |                         |                         | 5e · (19e, 5e, 12e, )   | 5e 5000m 5e achtervolging             |                                       | 34e 1500m 7e 5k/10k         |                                    |
| 2020 |                               |                         |                         | 7e (21e, 5e, 16e, 4e)   | 5000m · 10.000m · 4e achtervolging    |                                       | 59e 1500m 4e 5k/10k         |                                    |
| 2021 |                               |                         |                         |                         | 6e 10.000m · achtervolging            |                                       | 29e 1500m 15e 5k/10k        |                                    |
| 2022 |                               |                         |                         | NS3 (17e, 16e, NS, -)   |                                       | 10e 5000m 8e 10.000m 5e achtervolging | 5k/10k                      |                                    |
| 2023 |                               |                         |                         |                         | 18e 5000m · 10.000m                   |                                       | 21e 5k/10k                  |                                    |
| 2024 |                               |                         |                         |                         | 5e 5000m · 10.000m                    |                                       | 5k/10k                      |                                    |
| 2025 |                               |                         |                         |                         | 7e 5000m 6e 10.000m                   |                                       | 64e 1500m 5e 5k/10k         |                                    |

### Medaillespiegel
| Kampioenschap                               | Goud       | Zilver     | Brons      |
| Klassement                                  | Klassement | Klassement | Klassement |
| ------------------------------------------- | ---------- | ---------- | ---------- |
| NK allround (NED)                           | 1          | 1          | 0          |
| Afstanden                                   |            |            |            |
| Olympische winterspelen                     | 1          | 1          | 0          |
| WK afstanden (individueel) (team)           | 1 0        | 3 2        | 1 1        |
| WK allround afstandmedailles                | 0          | 1          | 2          |
| WK junioren (team)                          | 1          | 0          | 0          |
| Wereldbekerwedstrijden (individueel) (team) | 1 1        | 0 1        | 1 0        |
| NK Allround afstandmedailles                | 4          | 1          | 0          |

1924: Julius Skutnabb ·
1928: afgelast ·
1932: Irving Jaffee ·
1936: Ivar Ballangrud ·
1948: Åke Seyffarth ·
1952: Hjalmar Andersen ·
1956: Sigge Ericsson ·
1960: Knut Johannesen ·
1964: Jonny Nilsson ·
1968: Johnny Höglin ·
1972: Ard Schenk ·
1976: Piet Kleine ·
1980: Eric Heiden ·
1984: Igor Malkov ·
1988: Tomas Gustafson ·
1992: Bart Veldkamp ·
1994: Johann Olav Koss ·
1998: Gianni Romme ·
2002: Jochem Uytdehaage ·
2006: Bob de Jong ·
2010: Lee Seung-hoon ·
2014: Jorrit Bergsma ·
2018: Ted-Jan Bloemen ·
2022: Nils van der Poel